# Pancerniki typu Nagato
Pancerniki typu Nagato (長門型戦艦 Nagato-gata senkan) – seria japońskich pancerników z okresu II wojny światowej, składająca się z dwóch jednostek: „Nagato” i „Mutsu”. Były to pierwsze pancerniki, uzbrojone w działa 410 mm.

## Okręty
- „Nagato”
- „Mutsu”

## Opis

### Uzbrojenie
Artyleria Główna
Działo Kalibru 410 mm /45 cal. zostało zatwierdzone w 1914 r. jako „45 Kokei 3 Nendo Shiki 40 cm ho”. Działo to zostało skonstruowane przez admirała Muto, a zostało wyprodukowane w arsenale Kure Kosho pod kierownictwem inżyniera Saito.
Działo 45 kaliber 3 nenedo shiki 40 cm („45 Kokei 3 Nendo Shiki 40 cm ho”)
| Kaliber                    | 410 mm                                                |
| Ciężar działa z zamkiem    | 101600 kg                                             |
| Całkowita długość działa   | 18840 mm                                              |
| Długość lufy               | 18394 mm                                              |
| Długość gwintowania        | 15629 mm                                              |
| Konstrukcja                | Uzwojenie drutowe, 4warstwy przy wylocie i przy zamku |
| Typ zamka                  | Śrubowy                                               |
| Obrót gwintu               | Równomierny                                           |
| Skok gwintu                | 1 obrót/28 kalibrów                                   |
| Ilość bruzd                | 84                                                    |
| Głębokość bruzd            | 4,1 mm                                                |
| Szerokość bruzd            | 8,754 mm                                              |
| Szerokość ramienia         | 6,58 mm                                               |
| Długość komory prochowej   | 2310,4 mm                                             |
| Pojemność komory prochowej | 467,11 dm3                                            |
| Ładunek miotający          | 4 worki jedwabne                                      |
| Ciśnienie gazów prochowych | 30,0-30,7 kg/mm2                                      |
| Żywotność lufy             | 250-300 strzałów                                      |
| Szybkostrzelność           | 1,5-2,5 strzału/min                                   |
| Ilość pocisków na działo   | 90                                                    |

Wieża podwójna 40 cm
| Ilość dział w wieży                | 2                   |
| Ciężar                             | 1024 tony           |
| Elewacja                           | do 1936 r. -5°/+30° |
| Elewacja                           | od 1936 r. -3°/+43° |
| Obrót wieży                        | +/- 130 °           |
| Prędkość podnoszenia               | 5°/s                |
| Prędkość obracania                 | 3°/s                |
| Nominalny kąt ładowania dział      | +3 °                |
| Zasięg przy kącie podniesienia 43° | 38725 m             |

Amunicja
| Pocisk       | Typ pocisku   | Rok wprowadzenia | Ciężar   | Długość   | Prędkość wylotowa | Ładunek wybuchowy | Ładunek miotający           |
| Pancerny     | 3 nendo shiki | 1914             | 1000 kg  |           | 790 m/s           |                   | 224 kg                      |
| Pancerny     | 5 go          | 1925             | 1000 kg  |           | 790 m/s           |                   | 224 kg                      |
| Pancerny     | 6 go/88 shiki | 1928             | 1000 kg  |           | 790 m/s           |                   | 224 kg                      |
| Pancerny     | 91 shiki      | 1931             | 1020 kg  | 1738,5 mm | 780 m/s           | 14,89 kg          | 219 kg (102 DC1 lub 110 C2) |
| Burzący      | 0 shiki       |                  | 938,5 kg | 1400 mm   | 805 m/s           | 44,3 kg           | 219 kg (102 DC1 lub 110 C2) |
| Szrapnel     | 3 shiki       |                  | 940 kg   | 1600 mm   | 805 m/s           |                   | 219 kg (102 DC1 lub 110 C2) |
| Oświetlający |               |                  |          |           | 700 m/s           |                   | 219 kg (102 DC1 lub 110 C2) |